# Iglesia de las Esclavas del Sagrado Corazón (Valladolid)
La iglesia de las Esclavas del Sagrado Corazón es una iglesia vinculada al antiguo convento de las Esclavas del Sagrado Corazón situado en la plaza del Salvador de la ciudad española de Valladolid.

## Historia
La congregación de las Esclavas se encontraba presente en Valladolid desde 1897. La iglesia fue levantada en 1904 y el complejo presenta dos cuerpos, convento e iglesia, de estilo neoherreriano. La presencia de la congregación en la ciudad vallisoletana fue liderada por Dolores Porras y Ayllón, conocida como Hermana María del Pilar, y hermana de la fundadora de la congregación, Rafaela Porras y Ayllón. Tras fallecer precisamente en la ciudad el 1 de julio de 1916, sus restos fueron finalmente trasladados y sepultados en esta iglesia el 30 de julio de 1947.
Fue sede de la adoración perpetua en Valladolid, pues se encontraba abierta al culto en horario ininterrumpido, hasta el 31 de julio de 2021, fecha en que la congregación abandonó la ciudad debido a la falta de vocaciones y fue cerrada al culto.
El 12 de mayo de 2023, un rayo impactó en la cruz que preside el frontón de la fachada de la iglesia, destruyéndola pero sin causar daños personales ni al resto de la estructura.
En septiembre de 2023 se anunció que la cofradía de la Hermandad Penitencial de Nuestro Padre Jesús atado a la Columna había alcanzado un acuerdo con la congregación de las Esclavas para establecer su sede en esta iglesia hasta 2032, reabriéndola al culto.